# Nicht Wolf nicht Hund (Buch)
Nicht Wolf nicht Hund: Auf vergessenen Pfaden mit einem alten Indianer (im Original Neither Wolf nor Dog: On Forgotten Roads with an Indian Elder) ist ein von Kent Nerburn im Jahre 1994 veröffentlichtes Buch, welches sich zum einen mit der Lebensweise der US-amerikanischen Ureinwohner beschäftigt und zum anderen deren Seelenwesen erkundet. Es greift die Problematik des Zusammenlebens von Weißen und Indianern in den Vereinigten Staaten auf und spannt hierbei den Bogen von der geschichtlichen Vergangenheit bis hin zur gegenwärtigen Situation.

## Inhalt
Am Anfang der Begegnung Kent Nerburns mit den Ureinwohnern des nordamerikanischen Kontinents steht der Anruf einer jungen Frau, die ihn, im Namen ihres Großvaters, welcher in einer Lakota-Reservation lebt, bittet diesen zu besuchen, da er gedenke, ihm Wissenswertes mitzuteilen. Nach einigen Tagen des Abwägens bricht Nerburn, dem Wunsch nachkommend, in Richtung South Dakota auf. In der Reservation angekommen begegnet er erstmals Dan, einem in die Jahre gekommenen Indianer. Nunmehr am Ende seines Lebensweges stehend, beabsichtigt er, Nerburn als Ghostwriter für sein geplantes Buch zu engagieren, in welchem seine unzähligen schriftlichen Aufzeichnungen, angefertigt über viele Jahre, Verwendung finden sollen. Im Laufe der Sichtung des Materials sowie nach Abfassen erster Manuskripte zeigt sich Dan durchaus angetan von dem Vorgetragenen. Nicht so Glover, ein Freund Dans, dem Nerburn erstmals nach längerer Abwesenheit, während eines erneuten Besuchs, begegnet. Er kritisiert Nerburn, der bemüht ist einen dem Anlass angemessenen Stil zu finden, dahingehend wie ein stereotyper „Weißer“ über Indianer beschönigend zu schreiben, ohne dabei die Realität abzubilden. Die Beurteilung Glovers aufnehmend, beschließt Dan seine gesamten Aufzeichnungen zu verbrennen, um einen inhaltlichen Neuanfang zu ermöglichen und dadurch Nerburn in die Lage zu versetzen „ein gutes Buch zu schreiben“.
In diesem Sinne wenden Dan und Grover eine sich aus günstigen Umständen ergebende List an. Als Nerburns Pick-up, während dessen nun schon länger andauernden Aufenthalts im Reservat, bei dem er versucht sich in die Sicht- und Lebensweisen der Native Americans einzufinden, zur Reparatur in eine Werkstatt gebracht werden muss, lässt deren eingeweihter Besitzer Jumbo Nerburn bewusst im Unklaren über die tatsächliche Dauer der Reparatur, sodass es Dan und Grover gelingt, Nerburn von der Idee zu überzeugen einen „kleinen Ausflug“ zu unternehmen. Ebenfalls mit von der Partie ist Dans Hund Fatback, der in einem verwitterten Auto vor Dans Behausung Unterschlupf gefunden hat.
So beginnt in Grovers altem Buick eine Reise zu den unterschiedlichsten Orten indianischen Lebens, gepaart mit mürrischen, belehrenden und teilweise spirituellen Monologen Dans, die von Nerburn aufgenommen oder zu Papier gebracht werden. In jenen sinniert Dan über die Ignoranz der Weißen gegenüber seiner Kultur sowie über das Leid der Indianer in Vergangenheit und Gegenwart. Er verdeutlicht die unterschiedlichen Wertvorstellungen von Weißen und Indianern bezüglich ihrer moralischen und materiellen Werte, dabei unterstützt von Glover, welcher sich als Fahrer betätigt. Darüber hinaus ermöglicht die Exkursion es Nerburn, der sich zunehmend aufgrund der Ignoranz der beiden Indianer gegenüber seinen Bedürfnissen zurückgesetzt fühlt, tiefere Einblicke in Dans Familienleben zu gewinnen sowie dessen Seelenleben zu ergründen, in welchem unter anderem Wounded Knee, ein Ort, an dem 1890 die US-amerikanische Kavallerie 150 unbewaffnete Männer, Frauen und Kinder vom Volk der Minneconjou-Lakota tötete, eine nicht unbedeutende Rolle spielt und demgemäß das Denkmal zu Ehren der Ermordeten ein wichtiges Ziel der Tour darstellt, ein Endpunkt, an dem Dan der Toten auf althergebrachte Weise gedenkt und Nerburn, einbezogen in jenes Ritual, sich der ursprünglichen indianischen Kultur transzendent, dabei deren Wesen langsam begreifend, annähert.

## Rezensionen
- Harald Eggebrecht stellt in einer Rezension für die Süddeutsche Zeitung fest, dass Kent Nerburns „literarisches Roadmovie“ den „Native Americans nahekommt, ohne sie zu vereinnahmen“. Er beschreibt die Reise der drei Protagonisten „als Seelen- und Bildungsfahrt für den Weißen in die Fremdheit und Verschiedenheit indianischen Denkens und indianischer Weltsicht“. Er weist im Folgenden auf das „schlechte Gewissen“ der Täter hinsichtlich der begangenen „Schandtaten“ hin, mit welchen „die Indianer getäuscht, betrogen, hingeschlachtet, vertrieben, versklavt und für minderwertig gehalten wurden und werden“.[1]
- Günther Wessel beschreibt in seiner Rezension für Deutschlandfunk Kultur, dass Kent Nerburn sich auf einem „Roadtrip durch den Mittleren Westen“ befände, bei dem „das Wesentliche die Gespräche“ seien, die er mit den beiden Mitreisenden führe. Jene ermöglichen es ihm „immer tiefer in das Denken der Indianer einzudringen“ und in zunehmendem Maße deren Lebensweise zu verstehen. So „spürt“ Nerburn, „dass sich viele Indianer nicht als arme Opfer sehen“, sondern vielmehr als integrierter Bestandteil einer von Akzeptanz geleiteten Gesellschaft angesehen werden wollen.[2]

## Allgemeines
Nicht Wolf nicht Hund fand seine Veröffentlichung im Jahr 1994 unter dem Titel Neither Wolf Nor Dog in den Vereinigten Staaten, wo es im darauffolgenden Jahr mit dem „Minnesota Book Award“ in der Rubrik „Personal Voices“ ausgezeichnet wurde. Das Werk gilt als der erste Teil einer Trilogie, die zum einen ihre Fortsetzung in The Wolf at Twilight: An Indian Elder's Journey through a Land of Ghosts and Shadows (2009) und zum anderen in The Girl Who Sang to the Buffalo (2013) fand. Die filmische Adaption des Buches erfolgte im Jahr 2016 unter der Regie von Steven Lewis Simpson nach einem Drehbuch von Kent Nerburn. Einhergehend mit der kinematografischen Umsetzung erschien im Jahr 2017 eine Neuauflage von Neither Wolf Nor Dog für den englischsprachigen Raum sowie im Jahr 2018 die von Sky Nonhoff übersetzte und vom Münchner Verlag C.H. Beck publizierte deutschsprachige Ausgabe mit dem Titel Nicht Wolf nicht Hund: Auf vergessenen Pfaden mit einem alten Indianer.
Erstmals in deutscher Sprache erschien das Buch im Jahre 1997 in der Übersetzung von Ursula Gräfe mit dem Titel Die letzten heiligen Dinge: Auf den Spuren indianischer Weisheit.